# 卡伦·马格努森
卡伦·马格努森（挪威語：Karen Magnussen，1952年4月4日—），加拿大女子花样滑冰运动员。她曾代表加拿大参加1968年和1972年冬季奥林匹克运动会花样滑冰比赛，其中1972年奥运会获得一枚银牌。